# Modèle transthéorique de changement

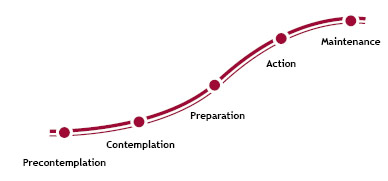
Stades de changement, selon le modèle transthéorique.

Le modèle transthéorique de changement, du changement ou de la disposition au changement est un modèle d'approche comportementale introduit par les psychologues James O. Prochaska et Carlo C. Di Clemente à la fin des années 1983.
Selon Prochaska et Di Clemente (1982), les personnes aux prises avec un problème de dépendance passeraient par une série de stades de changement : précontemplation, contemplation, détermination, action, maintien, rechute.

## Description

Schéma des stades de changement.

Les stades de changement peuvent être décrits de cette manière :
Pré-contemplation (pre-contemplation)
Le patient ne pense pas avoir de problèmes avec sa consommation. Il n'envisage pas de changer de comportement, dont il ressent essentiellement les bénéfices.
Contemplation (contemplation)
À ce stade commence à se manifester l'ambivalence. Le patient envisage un changement de comportement mais il hésite à renoncer aux bénéfices de la situation actuelle. On parle alors de balance décisionnelle, qui amène à comparer les pour et les contre d'un changement avec ceux de son comportement actuel.
Le patient passe ensuite dans une période ou il est décidé à faire des changements. Cette phase est très labile et difficile à déterminer ; c'est la phase de « décision ».
Préparation/détermination (preparation),
À ce stade, le patient se sent prêt à démarrer la phase d'action dans un futur proche ; il détermine des décisions et commence à les mettre en place dans le temps.
Action (action)
Le changement est engagé vers des modifications de son style de vie. Les difficultés sont importantes. Le soutien et l'encouragement sont nécessaires.
Maintien (maintenance)
À cette phase de consolidation, il convient de rester prudent car les tentations sont nombreuses de retourner au comportement problématique.
Rechute (relapse)
La rechute est possible et fait partie du processus normal de changement. Ce n'est pas une manifestation pathologique mais un temps peut-être nécessaire à la réussite finale du processus.
Sortie permanente (termination)
Ce stade marque la réussite finale du processus dans lequel la personne consolide le stade de maintien.
Dans cette approche, à chaque stade le thérapeute devrait donc adapter son discours aux représentations du patient sur son comportement problématique, de façon à induire un passage au stade suivant.

## Applications
Ce modèle est utilisé en particulier pour la prise en charge des dépendances. Il est utilisé entre autres pour situer à quel stade le patient se trouve.

## Critique
Cette description des processus de changement a connu un grand succès, mais a été peu validée et tend à laisser la place à l'approche plus spécifiquement motivationnelle sur changement,, qui s'appuie sur le renforcement de la motivation par un travail conscient de l'intervenant pour faire émerger puis renforcer le « discours-changement », qui est l'étape préparant sa mise en œuvre .